# Johann Christian Sulzberger
Johann Christian Sulzberger (* 6. September 1730 in Salzungen; † 6. Oktober 1803) war der Gründer der Dr. Sulzbergerschen Armen- und Krankenstiftung und Erfinder der gleichnamigen Flusstinktur.

## Leben

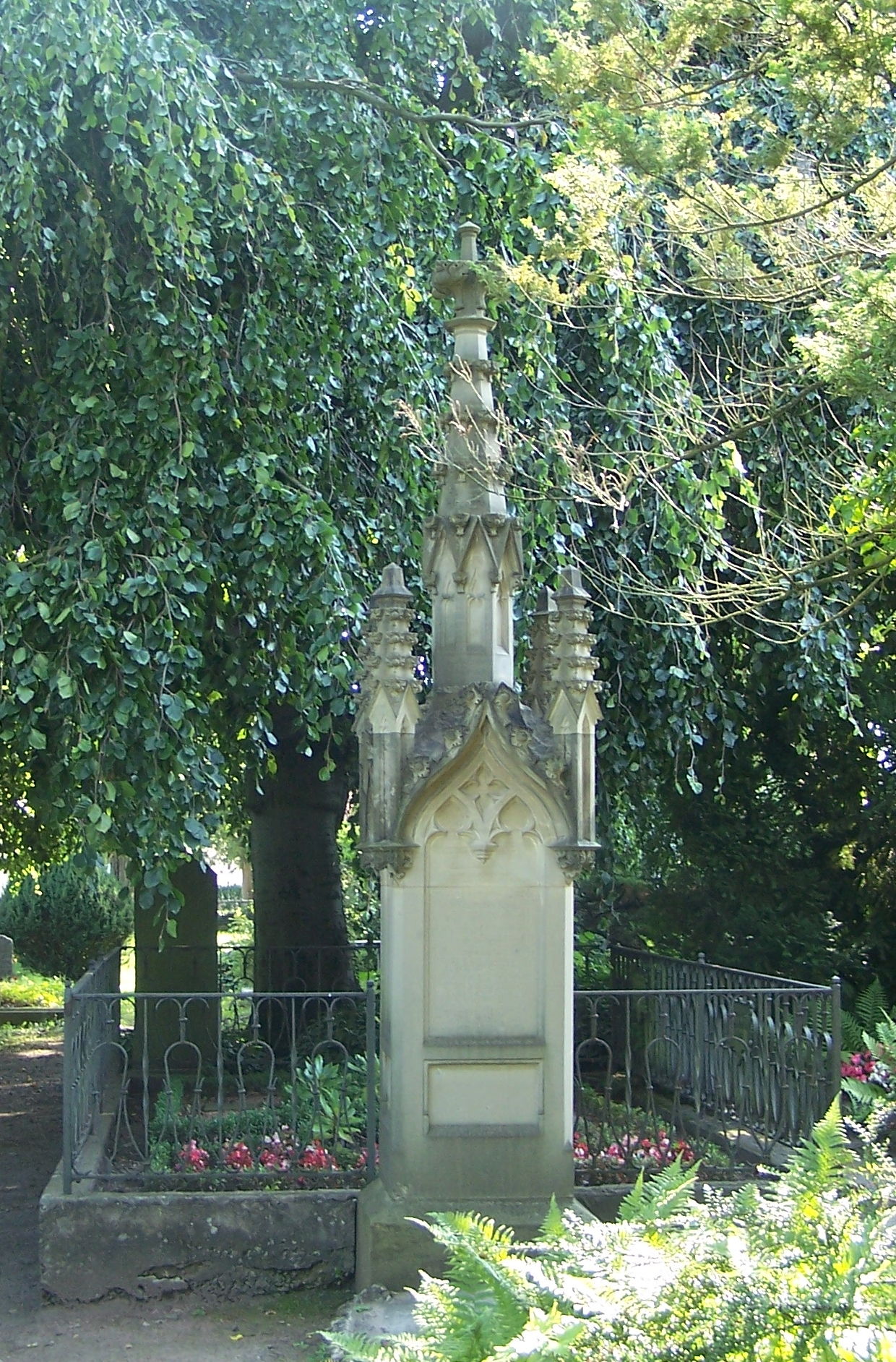
Das Grab auf dem Husenfriedhof

Johann Christian Sulzberger war Sohn des Kammerkonsulenten und Hofadvokaten Johann Andreas Sulzberger. Vor seinem Medizinstudium in Berlin und Leipzig besuchte er das Coburger Gymnasium. Nach seinem erfolgreichen Studium erwarb er im November 1756 in Rostock seinen Doktortitel (De Myopia et Presbyopia – dt. „Über Kurzsichtigkeit und Weitsichtigkeit“) und ließ sich anschließend als praktischer Arzt in Salzungen nieder. 1773 wurde er zum herzoglichen Land- und Stadtphysikus erhoben.

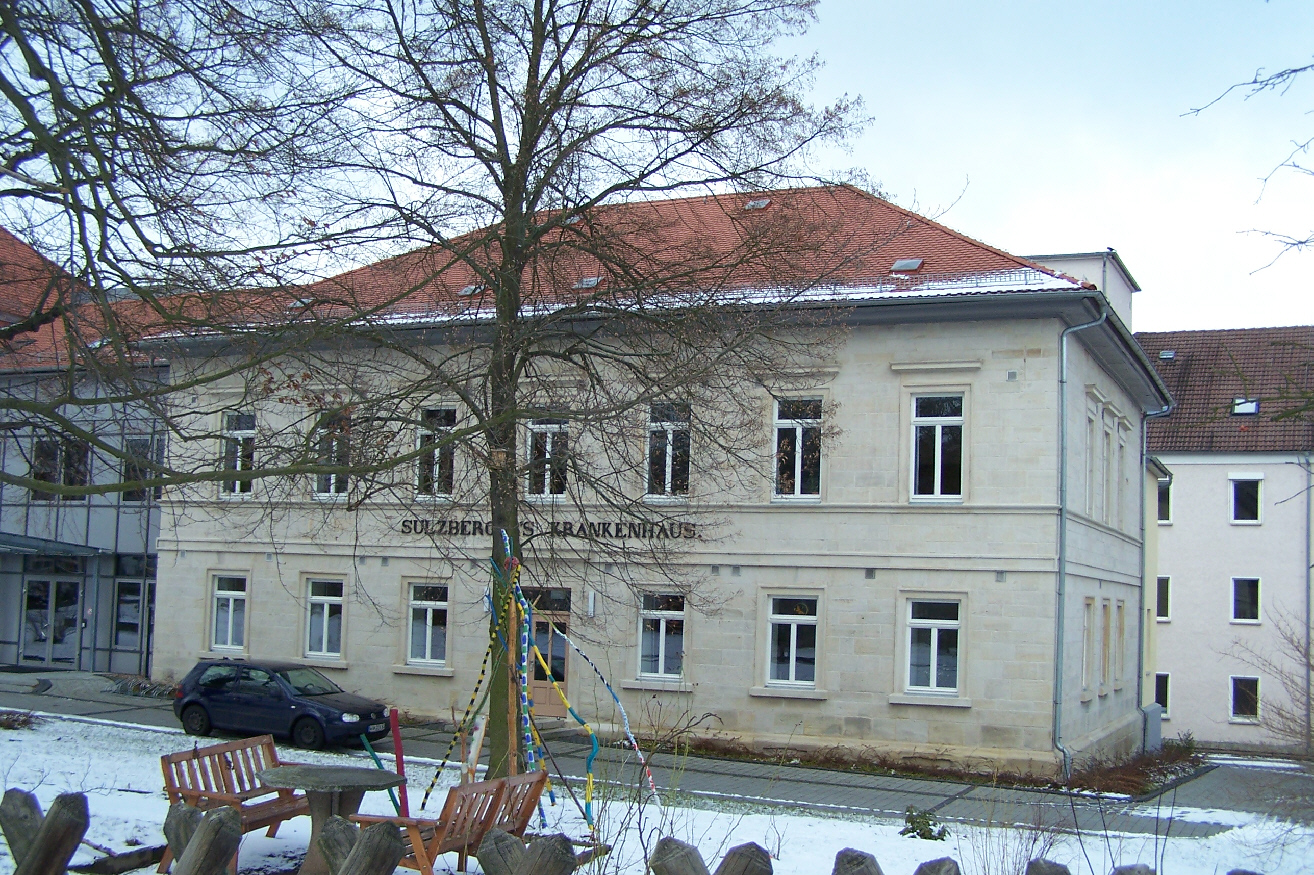
Das Sulzberger Krankenhaus

Mit viel Engagement arbeitete er an der Entwicklung von Hausmitteln zur Hebung der Volksgesundheit. Im Ergebnis seiner Arbeit entstand ein wirksames Mittel bei Magen-Darm-Störungen, Dr. Sulzbergers allgemeine Flußtinktur, welche auch Sulzberger oder Salzunger Tropfen genannt werden. Mit der Auswanderung vieler Salzunger Bürger nach Amerika im Jahre 1847 wurden diese heilsamen Tropfen auch auf dem neuen Kontinent bekannt. Noch bis in die Zeit nach dem Zweiten Weltkrieg gehörten diese Tropfen zur Hausapotheke vieler Familien.
Da Sulzberger unter anderem auch durch seine Anteile am Salzwerk sehr vermögend war, legte er testamentarisch fest, dass der Erlös aus dem Verkauf der Arznei nur wohltätigen Zwecken dienen soll. Weiter wurde die Gründung einer Armen- und Krankenstiftung nach dem Tod von Sulzbergers Frau beschlossen. Am 6. Oktober 1803 verstarb Johann Christian Sulzberger. Schon 1808 wurde die Sulzbergersche Armen- und Krankenstiftung von Frau Sulzberger ins Leben gerufen. Nach ihrem Tod 1842 übernahm eine paritätische Administration die Stiftungsangelegenheiten. Am Todestag von Sulzberger im Jahr 1851 wurde das neue Salzunger Krankenhaus eingeweiht und erhielt seinen Namen. Über die Stiftung wurden bis 1926 mehrere Anbauten sowie ein Kindergarten auf dem Krankenhausgelände finanziert. Zu Ehren des Ehepaares tragen heute die Sulzbergerstraße, in der das Wohnhaus der Sulzbergers stand, das ansässige Dr.-Sulzberger-Gymnasium sowie die Sophienstraße ihre Namen.